# Liste der Naturdenkmale in Halle (Westf.)
Die Liste der Naturdenkmale in Halle (Westf.) nennt die im Gebiet der Gemeinde Halle (Westf.) im Kreis Gütersloh in Nordrhein-Westfalen ausgewiesenen Naturdenkmale.

## Naturdenkmale
| Bild | Nr.                         | Bezeichnung                   | Lage                                                                 | Position                   | Beschreibung |
| ---- | --------------------------- | ----------------------------- | -------------------------------------------------------------------- | -------------------------- | ------------ |
|      | LP „Osning“ 2.3.10          | Stieleiche                    | zwischen Wohnhaus und Margarete-Windhorst-Straße                     | 52° 3′ 59″ N, 8° 19′ 26″ O |              |
|      | LP „Osning“ 2.3.15          | Steinbruch Hesseler Berge Ost | ca. 700 m nordwestlich Halle                                         | 52° 4′ 25″ N, 8° 21′ 13″ O |              |
|      | LP „Osning“ 2.3.16          | Steinbruch südlich Pohlmann   | ca. 600 m nordwestlich Halle                                         | 52° 4′ 23″ N, 8° 21′ 33″ O |              |
|      | LP „Osning“ 2.3.17          | Steinbruch Große Egge         | ca. 800 m nördlich Halle                                             | 52° 4′ 34″ N, 8° 21′ 36″ O |              |
|      | LP „Osning“ 2.3.18          | Stieleiche                    | auf der Hoflage Schneiker                                            | 52° 4′ 36″ N, 8° 21′ 52″ O |              |
|      | LP „Osning“ 2.3.23          | 3 Eschen                      | im Garten südöstlich Kreuzung Oldendorfer Straße/Apothekerstraße     | 52° 3′ 50″ N, 8° 21′ 54″ O |              |
|      | LP „Osning“ 2.3.26          | Steinbruch                    | ca. 200 m südöstlich des Jugendhauses Ascheloh                       | 52° 3′ 50″ N, 8° 23′ 44″ O |              |
|      | LP „Osning“ 2.3.27          | 2 Lebensbäume                 | am Hof nördlich des Niederberges, an der Südwestseite des Wohnhauses | 52° 3′ 25″ N, 8° 23′ 21″ O |              |
|      | LP „Osning“ 2.3.28          | 2 Lebensbäume                 | am Hof östlich des Niederberges, an der Südwestseite des Wohnhauses  | 52° 3′ 13″ N, 8° 23′ 36″ O |              |
|      | LP „Halle-Steinhagen“ 2.3.1 | Stieleiche                    | Kölkebeck, ca. 400 m südöstlich des Hofes Dallmeyer                  | 52° 0′ 5″ N, 8° 16′ 13″ O  |              |
|      | LP „Halle-Steinhagen“ 2.3.2 | Rotbuche                      | Künsebeck, am Lagerheider Weg, an der Ostseite des Stallgebäudes     | 52° 1′ 6″ N, 8° 19′ 40″ O  |              |